# 6199 Yoshiokayayoi
6199 Yoshiokayayoi eller 1992 BK1 är en asteroid i huvudbältet, som upptäcktes den 26 januari 1992 av den japanske amatörastronomen Atsushi Sugie i Dynic-observatoriet. Den är uppkallad efter den japanska läkaren och kvinnorättsaktivisten Yoshioka Yayoi.
Asteroiden har en diameter på ungefär 9 kilometer och den tillhör asteroidgruppen Eunomia.